# وادي النجاء
وادي النجاء، بلدية جزائرية تابعة لولاية ميلة ومقر احدي أقدم دوائرها. مقرها مدينة رجاص.

## جغرافيا
تقع بلدية وادي النجاء شمال شرق الجزائر بالجزء الشمالي لولاية ميلة، على الطريق الوطني رقم 79 إلى الغرب من مدينة ميلة والطريق الوطني رقم 105 باتجاه ولاية جيجل.مدينة رجاص هي مقر البلدية والتي تحدها شمالا بلدية اعميرة أراس، جنوبا بلدية احمد راشدي وبلدية ميلة، شرقا بلدية زغاية، غربا بلدية الرواشد وبلدية تيبرقنت. تبلغ مساحة البلدية الإجمالية 5 339 كلم مربع، كما بلغ تعدادها السكاني 41 096 نسمة سنة 2019 موزعين ما بين مدينة رجاص (حوالي 32 000 نسمة) والقرى المجاورة.
تتموضع بلدية وادي النجاء على الضفة الجنوبية لواد النجاء وسط تلال منطقة شمال ولاية ميلة. تتميز بتضاريس معتدلة نوعا ما إلى شبه جبلية ادا اتجهنا شمالا وغربا، بارتفاع ما بين 270 م و400 م على مستوى سطح البحر. وتتكون بلدية وادي النجاء من مدينة رجاص وعدة قرى ندكر منها قرية: السمارة، بويغد، جنان البرج، العرصة، مشتة القديم، قريبصة، السراغنة، شبشوب، صابر وهي منطقة رائعة لما تتميز له من مناطر طبيعية خلابة، وكلها مناطق فلاحية.
كما توجد بها غابة من شجر الزيتون التي يصل عدد الاشجار فيها إلى مايفوق 10000 شجرة زيتون
يغلب على بلدية وادي النجاء الطابع الفلاحي حيث تعتبر من أهم منتجي الحبوب على مستوى ولاية ميلة، كما تتوفر على عدد معتبر من حقول الزيتون حيث تتموقع مدينة رجاص بجانب أكبرها.

## التاريخ
كانت أثناء الاستعمار الفرنسي تابعة لبلدية زغاية وكان مقرها مدينة زغاية. وفي سنة 1963 اعيد تسميتها ب «بلدية وادي النجاء» وكانت تابعة لولاية قسنطينة حتى سنة 1974  م اين تم تحولها إقليميا لولاية جيجل، وهدا حتى سنة 1984  م اين أصبحت تابعة لولاية ميلة، في سنة 1987  م تم ترقيتها لدائرة.

## ديمغرافيا
بلغ عدد سكان رجاص 869 نسمة في سنة 1884 م، لينخفض سنة 1892  م إلى حوالي 210 نسمة, ولينخفض مرة أخرى سنة 1897  م إلى حوالي 171 نسمة, ليعاود الارتفاع إلى 199 نسمة سنة 1902 م. بعد الاستقلال وفي إحصاء سنة 1987  م أصبح يقطنها حولي 11 931 نسمة وفي إحصاء سنة 1998  م ارتفع ليصل إلى حوالي 16 802 نسمة وفي اخر إحصاء سنة 2008  م بلغ سكان بلدية وادي النجاء حوالي 19 739 نسمة. ويقدر عدد سكان بلدية وادي النجاء بحوالي 20 163 نسمة سنة 2009 م.

## التسمية
وقد سميت بهدا الاسم لتموضعها وسط الوادي على الضفة الجنوبية لواد النجاء الدي يمر شمال البلدية ليكون مع واد الرمال عند التقائهما واد الكبير اين تم تشيد سد بني هارون أكبر سد في الجزائر. ويعود اصل تسمية واد النجاء بهدا الاسم إلى اللغة الأمازيغية الواد الرطب أي vallée humide, فكلمة النجاء اصلها كلمة انقا enga والتي تعني الرطب Humide.
بلدية وادي النجاء هي من بين البلديات القلائل على المستوى الوطني التي لا تسمى باسم مدينة مقر البلدية أي مدينة رجاص. حيث ان رجاص هي المدينة ووادي النجاء هو إقليم البلدية ولهدا ف:
- رجاص: هي المدينة مقر البلدية.
- وادي النجاء: وهي الإقليم الجغرافي المكون لبلدية وادي النجاء وتظم مدينة رجاص وكل القرى والمشاتي.

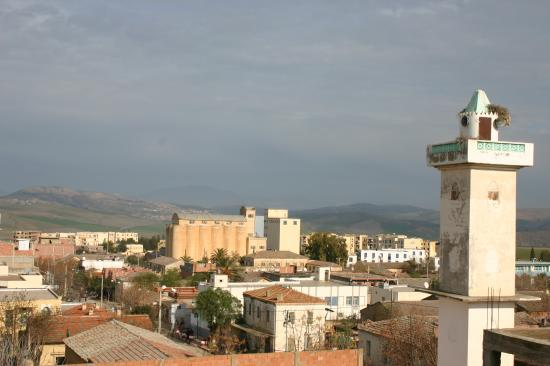
مدينة رجاص.
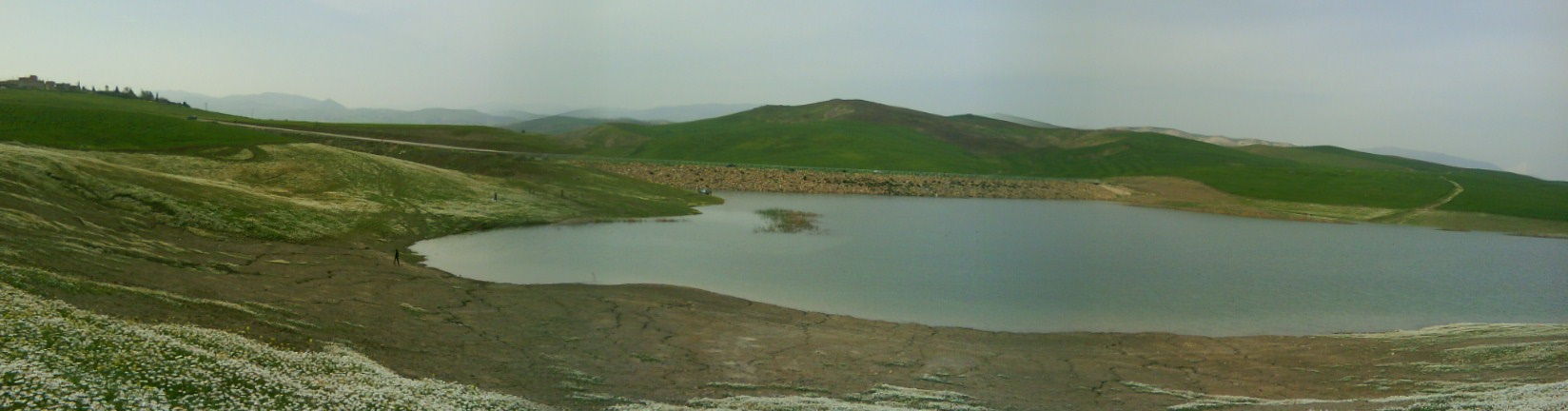
سد العرصة.
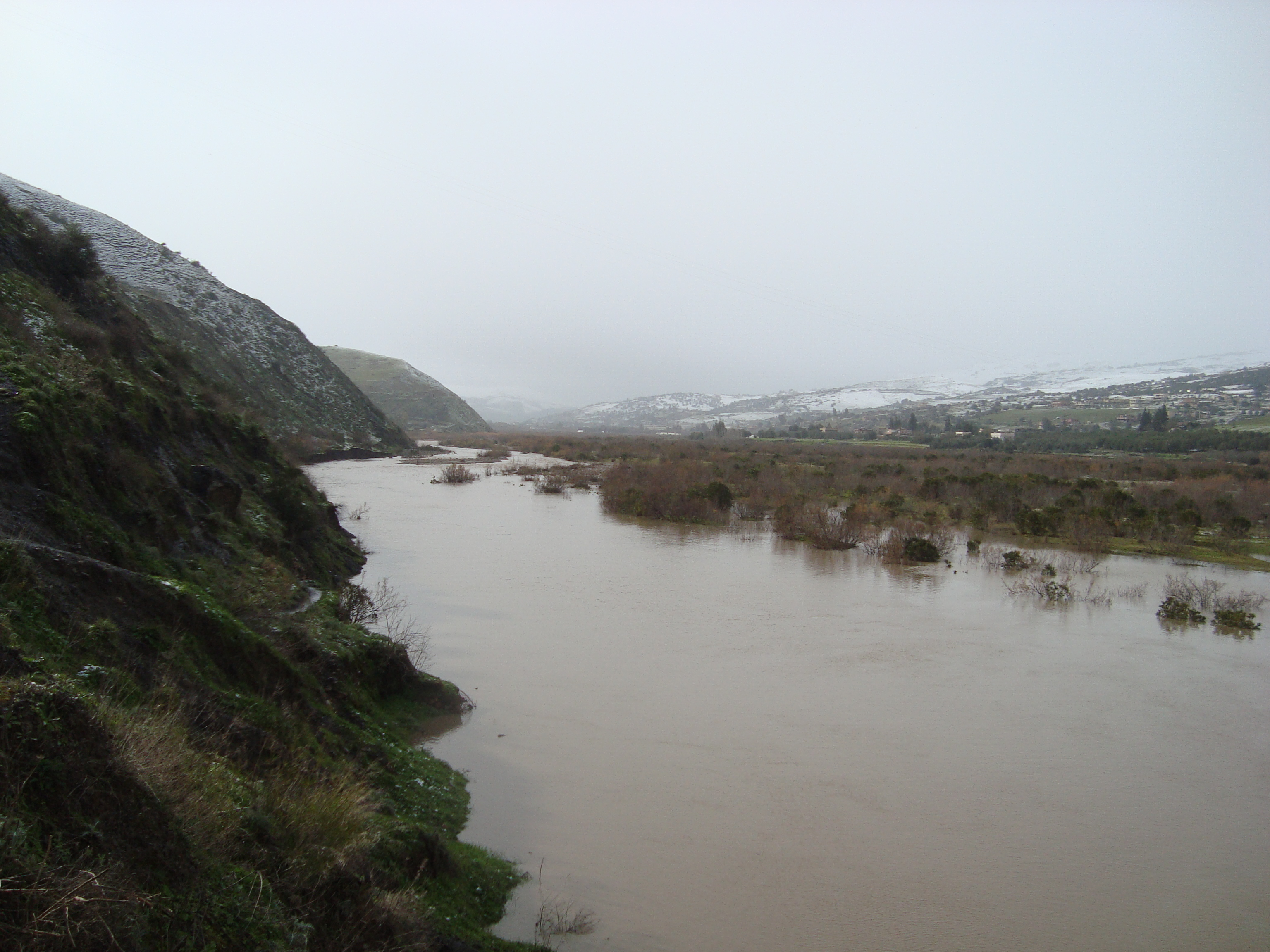
واد النجاء
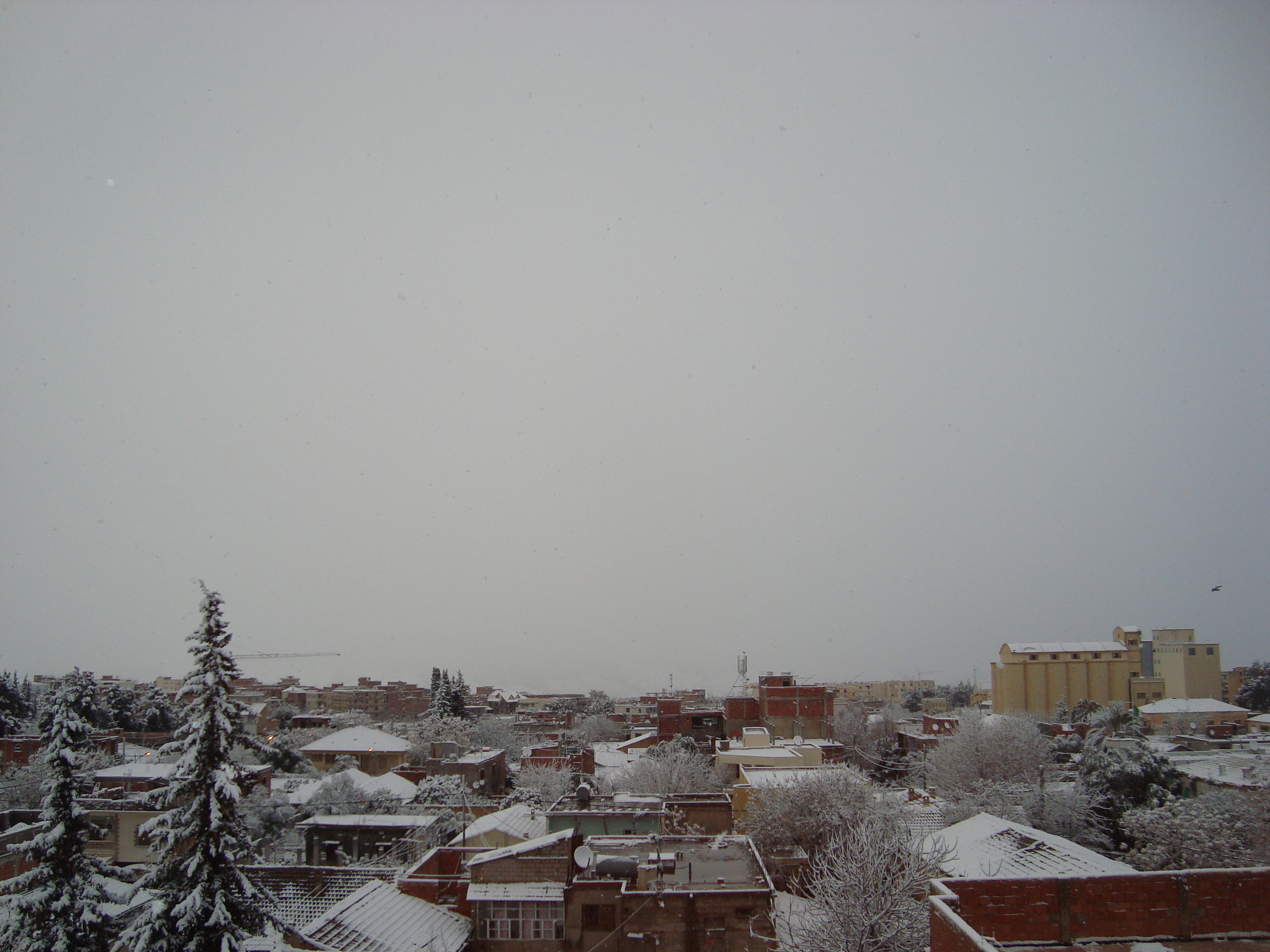
رجاص شتاء 2012.
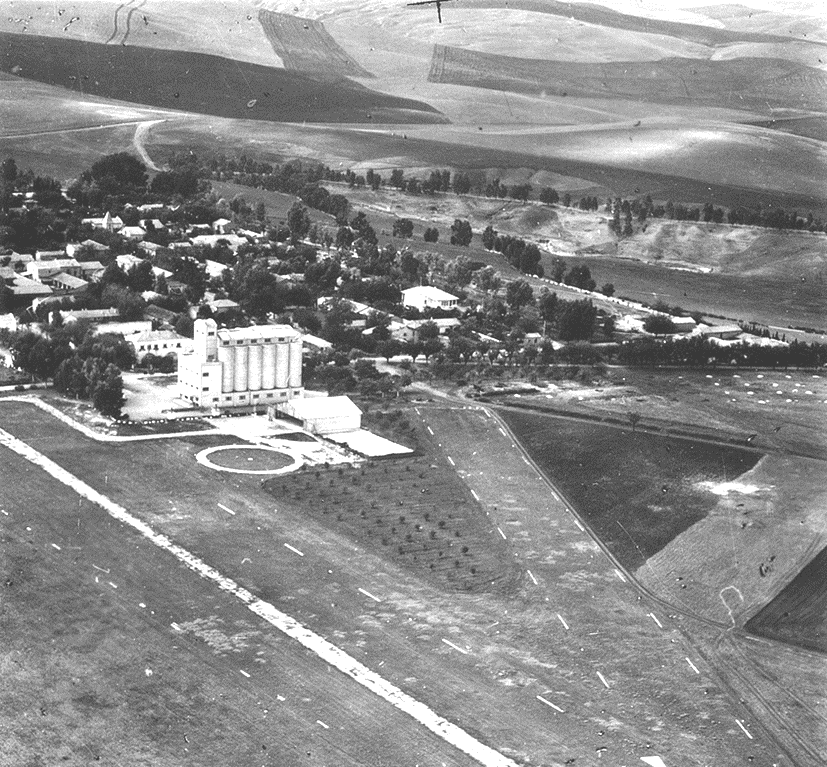
رجاص إبان الاستعمار الفرنسي.